# 吉祥寺 (武藏野市)

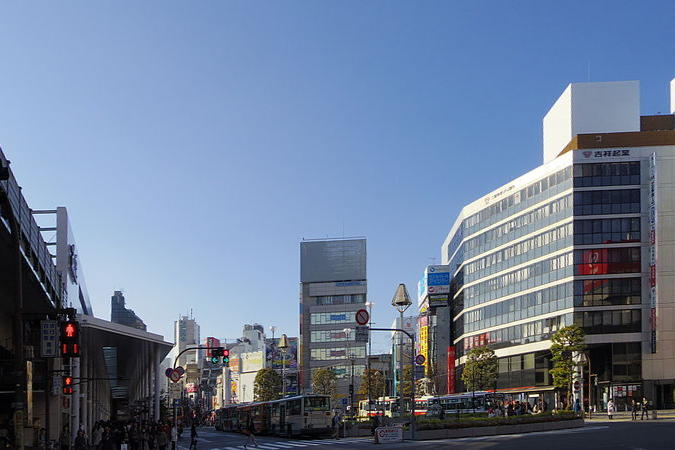
吉祥寺站前

吉祥寺（日语：／ Kichijō-ji）是東京都武藏野市以吉祥寺車站為中心的區域及同市的廣域地域名。車站周邊是東京都有名的商業地區。

## 地理
武藏野市東端之地域。現在，武藏野市內冠稱「吉祥寺」的町名有吉祥寺本町（ほんちょう、一丁目〜四丁目）、吉祥寺北町（きたまち、一丁目〜五丁目）、吉祥寺東町（ひがしちょう、一丁目〜四丁目）、吉祥寺南町（みなみちょう、一丁目〜五丁目）。再加上御殿山（一丁目・二丁目）和中町（一丁目〜三丁目）的範圍就是過去的大字「吉祥寺」。
市區以JR中央線和京王井之頭線的吉祥寺車站為中心的棋盤狀擴張。商業地域之外是東京多摩地域有數的高級住宅街，附近有井之頭恩賜公園、三鷹之森吉卜力美術館等觀光地。

## 歷史
因明曆大火，江戶本鄉元町（現在的東京都文京區本鄉一丁目、水道橋附近）曾經存在的諏訪山吉祥寺門前町燒失。幕府將吉祥寺門前之住人移住現在的武藏野市東部五日市街道沿線。住人開發新田，以故鄉之名將新田命名為吉祥寺村。

## 在吉祥寺主要設施

### 商業設施

#### 北口

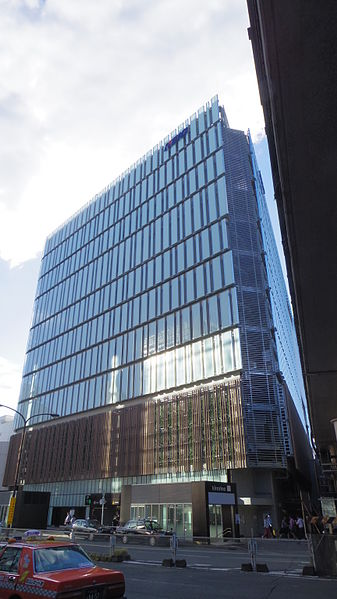
Kirarina京王吉祥寺

- Atre吉祥寺
- 東急百貨店吉祥寺店
- 吉祥寺PARCO
- UNIQLO吉祥寺店
- 吉祥寺Loft
- Coppice吉祥寺

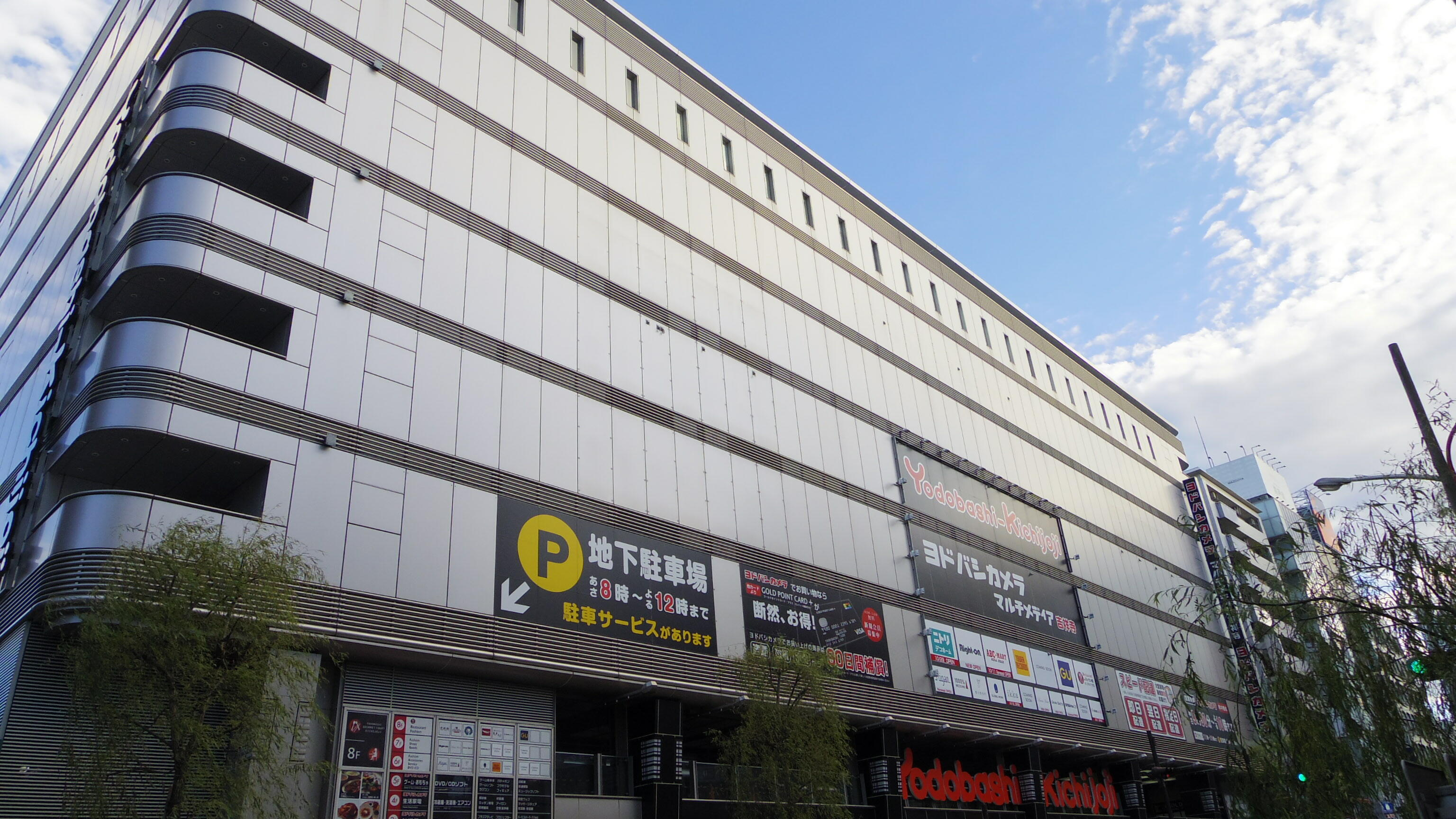
吉祥寺友都八喜多媒体

- 吉祥寺友都八喜多媒体（ヨドバシカメラマルチメディア吉祥寺）
- 西友吉祥寺店

商店街
- 吉祥寺平和通商店街
- 吉祥寺太陽道商店街（サンロード商店街）
- 口琴横丁（ハーモニカ横丁）
- 吉祥寺钻石街（ダイヤ街）

#### 南口
- Kirarina京王吉祥寺
- 丸井吉祥寺店
- 堂吉訶德吉祥寺南口店
- 山田電機LABI吉祥寺

## 以吉祥寺為舞台的作品

### 小說
- 黑暗之旅（倉橋由美子）
- 幸荘物語（花村萬月）
- 吉祥寺探偵局（石川潤）
- 吉祥寺気分（石川潤）
- 短曲（枡野浩一）
- （角田光代）
- （桐野夏生）
- 無銭優雅（山田詠美）
- 东京贞德（石崎洋司）
- 吉祥寺的朝日奈君（中田永一）

### 歌
- 不能说只要有（RC SUCCESSION）
- （島津亞矢）
- 吉祥寺（齊藤哲夫）
- 吉祥寺Goodbye（あさみちゆき）}}
- （柚子）
- Catchball（渡邊美里）
- 金獅（HIGHWAY61）
- 醜聞（鄧麗君）
- 滿天星漂亮〜傷感吉祥寺〜（齊藤和義）
- 東京捉迷藏（石川小百合）
- （琴風豪規）
- 東京、宵町草。（前田有紀）
- （美空雲雀）
- 日本印度化計画（筋肉少女帶）
- 野良猫（Bahashishi）
- （綠川書房）

### 漫畫
- I"s（桂正和）
- 電影少女（桂正和）
- 吉祥寺Gang（長濱幸子）
- （江口壽史）
- GTO
- 鐵拳對鋼拳（森田真法）
- （大島弓子）
- 咕咕貓（大島弓子）
- 14歲（楳圖一雄）
- -{いとしのエリー
- 在咖啡廳吉祥寺（ねぎしきょうこ）}-
- Keroro軍曹（吉崎觀音）
- 恢复车库251車屋夢次郎（次原隆二）
- Cat's・愛

### 動畫
- 不平衡抽籤
- 海潮之聲（吉卜力工作室）
- CODE-E（avex entertainment・STUDIO DEEN）
- 驚爆危機？校園篇
- 聖戰士DUNBINE
- GTO
- 幻魔大戰
- MEGAZONE 23
- 出包女王

### 電玩
- 真・女神轉生
- 探偵 神宮寺三郎 新宿中央公園殺人事件
- ファーストKiss☆物語

### 電視劇
- 跟我說愛我
- GTO
- 天花
- 最後的朋友
- 流星之絆
- 在咖啡廳吉祥寺
- 只想住在吉祥寺嗎?（吉祥寺だけが住みたい街ですか?）

## 關連項目
- 吉祥寺通

## 外部連結
- http://hometown.ne.jp/ （页面存档备份，存于）